# Рис зі свинячим фаршем

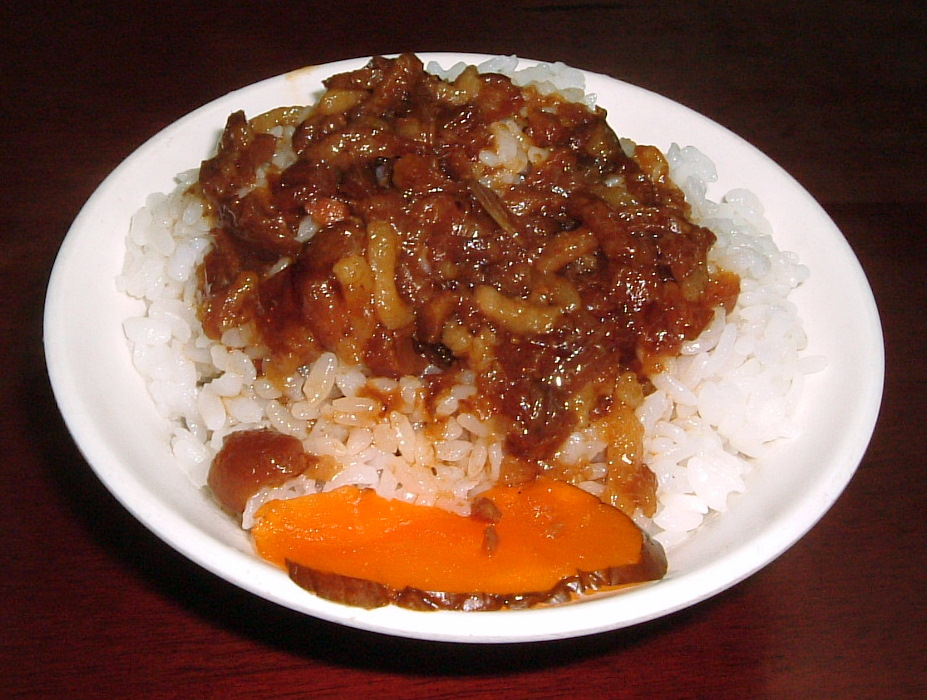
Рис зі свинячим фаршем подається з солоними огірками

Ло ба пнг (кит. трад.: 滷肉飯; піньїнь: lǔròufàn; Вейд-Джайлз: lu3-jou4-fan4; певедзі: ló͘-bah-pn̄g), також називається ба со пнг на півдні Тайваню або рис зі свинячим фаршем — страва з рису, яку часто можна зустріти по всьому Тайваню та Південному Фуцзяні. Смак може відрізнятися від одного регіону до іншого, але основні інгредієнти залишаються незмінними: свинячий фарш, маринований і відварений у соєвому соусі, подається поверх пропареного рису. Це різновид страви гайфан.

## Етимологія
Відповідно до Шовень цзєцзи (說文解字, Пояснення простих і аналіз складених ієрогліфів), слово «Lu (滷)» має найближче значення до «варіння в густому бульйоні чи соусі». Це надає терміну «滷肉飯» пряме значення «рис із тушкованим м'ясом».
Проте протягом кількох десятиліть багато тайванців використовували омофон «魯» замість «滷». Хоча люди все ще використовують оригінальний ієрогліф у Китаї, «魯肉飯» стало найпоширенішим ім'ям у тайванських ресторанах і вуличних торговців. 魯 — стародавня назва китайської провінції Шаньдун, яка спонукала Зелений гід Мішлен до Тайваню у квітні 2011 року написати, що фарш зі свинини походить із Шаньдуна. Ця плутанина згодом призвела до запеклої дискусії, у якій більшість тайванців наполягали на тому, що свинячий фарш насправді був справжнім символом Тайваню, тоді як інші розглядали його як китайську страву, яка прижилася на Тайвані.

## Приготування
Як джерело смаку, соус є ключовим для приготування рису зі свинячим фаршем. Найпопулярніший спосіб приготування, який можна побачити на Тайвані, — це обсмажування фаршу з нарізаним шматочками шалот в олії, а потім відварювання в соєвому соусі. У процесі смаження можна змінити смак, додавши приправи, такі як цукор, рисове вино, перець та інші спеції. Після приготування темно-коричневий м'ясний соус називається «ба-со (肉燥)», його також подають із локшиною, супом, овочами та багатьма домашніми тайванськими стравами.

## Регіональні відмінності
Хоча рис зі свинячим фаршем є важливою іконою типової тайванської народної кухні, різноманітність методів готовки настільки широка, що створює значні відмінності між регіонами. У Південному Тайвані, де люди називають його за соусом «bah-sò-pn̄g (肉燥飯)» замість м'яса, рис зі свинячим фаршем переважно подають зі свининою з меншим вмістом жиру. Люди на півночі Тайваню віддають перевагу більш жирній версії м'ясного соусу з рисом, іноді навіть із додаванням клейкого рису.[джерело?]
У Південному Тайвані в меню вказується «bah-sò-pn̄g», що вказує на подрібнений свинячий рис, а «ló͘-bah-pn̄g (滷肉飯)» залишається в тому самому меню, посилаючись на іншу страву, де тушкована свиняча черевина покриває рис. Той самий рис із тушкованою свинячою грудкою відомий як «khòng-bah-pn̄g (焢肉飯)» на півночі Тайваню.